# Destacamento de Inteligencia 141
El Destacamento de Inteligencia 141 «General Irribarren» (Dest Icia 141) fue una unidad de inteligencia del Ejército Argentino dependiente del III Cuerpo de Ejército y con base en Córdoba. Se encargaba de la reunión de la información de la totalidad de la Provincia de Córdoba.

## Historia
Durante el terrorismo de Estado en Argentina, el reglamento del Ejército Argentino establecía que las grandes unidades de combate, es decir, las brigadas, podían recibir apoyo de inteligencia mediante destacamentos, compuestos por interrogadores, intérpretes, etc. El Destacamento de Inteligencia 141 era una unidad dependiente del Comando del III Cuerpo de Ejército y con base en la ciudad de Córdoba. El Destacamento tuvo una sección que le dependía en La Rioja.

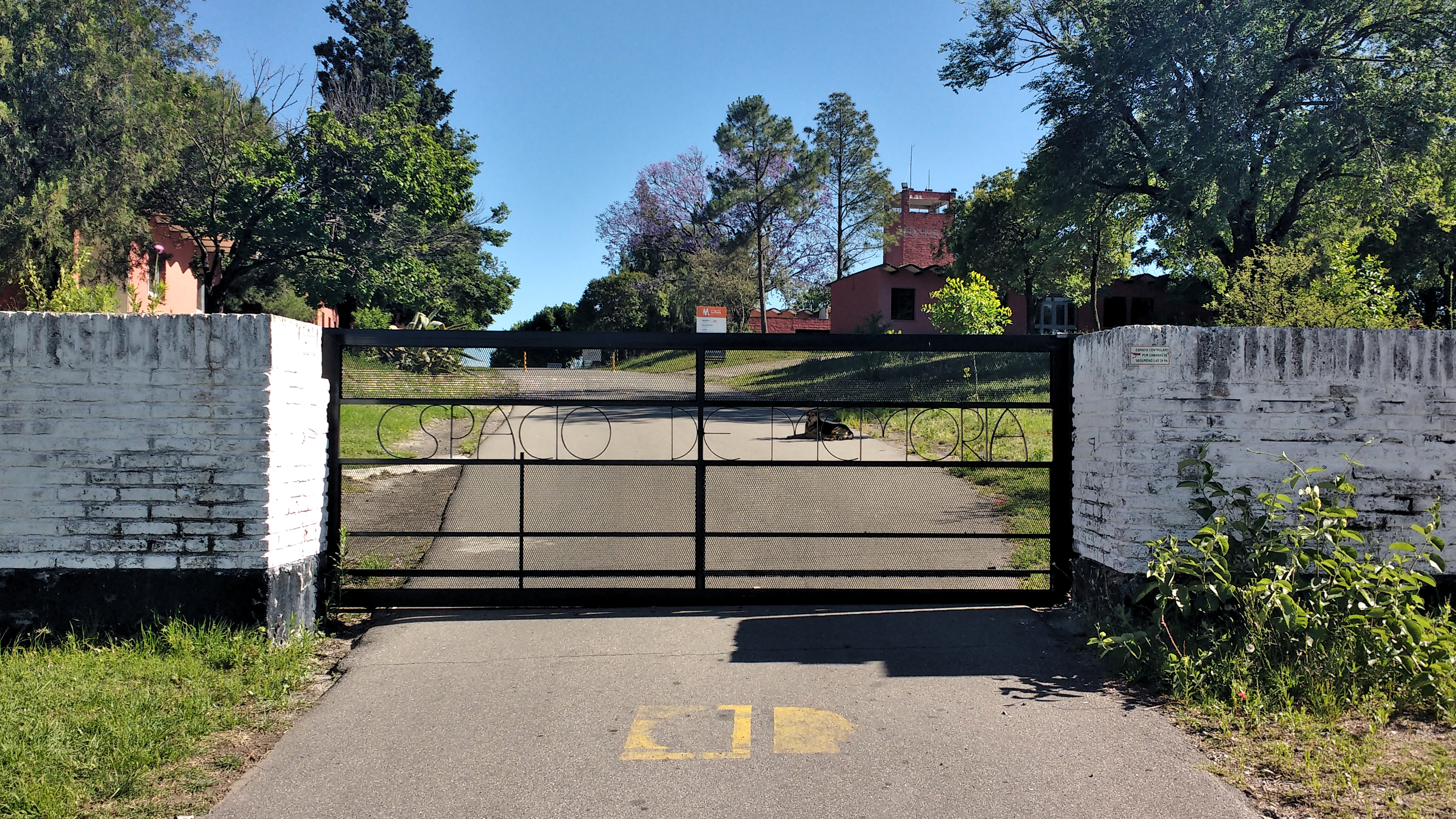
Portón de entrada a La Perla.

A partir de 1974, el Destacamento 141 operó en La Perla. Lo hizo, al menos, hasta 1978.
En octubre de 1975, el general de brigada Roberto Eduardo Viola dictó la directiva 404/75, que ordenaba los roles a cumplir por las diferentes unidades militares en la autodenominada «lucha contra la subversión». Para la inteligencia, dictó, entre otras cosas, «un fluido y permanente intercambio informativo entre las unidades de inteligencia y el Batallón de Inteligencia 601 […]»  [sic].

## Organización
El Destacamento 141 se organizaba en los siguientes elementos:
- Primera Sección Ejecución
  - Sección de Operaciones Especiales
- Segunda Sección Ejecución